# Koyulhisar
Koyulhisar, in der Antike Anniaca, ist eine Kleinstadt und Hauptort des gleichnamigen Landkreises (İlçe) in der zentralanatolischen Provinz Sivas. Die Stadt liegt ca. 165 Straßenkilometer (Luftlinie: ca. 90 km) nordöstlich von der Provinzhauptstadt Sivas. Sie liegt im Tal des Kelkit Çayı unweit der E 80 etwa halbwegs zwischen Amasya und Erzincan bei der Abzweigung einer nach Altınordu ans Schwarze Meer führenden Bergstraße über das Pontische Gebirge. Im Süden der Stadt schlängelt sich die Fernstraße D 855 (als Şükrü Baysal Cd.) vorbei (Ordu-Kangal).

## Landkreis
Der Landkreis Koyulhisar liegt im Norden der Provinz und grenzt im Südwesten an den Kreis Doğanşar, im Westen an den Kreis Suşehri sowie im Süden an den Kreis Zara. Außengrenzen bestehen mit den Provinzen Tokat im Westen, Ordu im Norden und Giresun im Osten.
Der Kreis gliedert sich neben der Kreisstadt in 44 Dörfer (Köy) mit durchschnittlich 190 Bewohnern. Aksu (685) ist das größte Dorf. 17 Dörfer haben mehr als 190 (= Durchschnitt) Einwohner, 13 haben weniger als 100. Die Bevölkerungsdichte liegt unter dem Provinzwert, der städtische Bevölkerungsanteil beträgt 33,63 Prozent.

## Geschichte
In der römischen Zeit (Provinz Galatien) hieß der Ort Anniaca und stand mit dem westlich flussab gelegenen Neokaisareia (heute Niksar) in Verbindung. Die kleinarmenische Hauptstadt Nikopolis wird in der Nähe der heutigen Stadt Suşehri (etwa 35 Kilometer östlich) vermutet.
In der wechselvollen Geschichte nach der Herrschaft der Ilchane (1256–1353) gehörte Koyulhisar zeitweilig zum Beylik von Sivas. 1386 regierte der Emir von Niksar, ein Jahr später lag der Ort im Einflussbereich von Kadi Burhan al-Din (reg. 1382–1398), der 1394 von Mutahharten, dem Emir von Erzincan besiegt wurde. In den folgenden Jahrhunderten war Koyulhisar vermutlich nur ein kleiner Marktort mit dem Wohnsitz eines Emirs. Die Siedlung befand sich unterhalb des Festungshügels und lebte von ihren Gemüsefeldern in der Flussebene. Ein Bedeutungszuwachs könnte mit den Karawanen verbunden gewesen sein, die vom Osten Richtung Konstantinopel oder Bursa auf einer Nebenroute am Kelkit-Fluss entlangzogen.

## Persönlichkeiten
- Johannes Hesychastes (454–559), Bischof von Kolonia
- Tayfun Keltek (* 1947), Politiker der SPD